# Vareh Deh
Vareh Deh (persiska: ورده, وره ده) är en ort i Iran.   Den ligger i provinsen Lorestan, i den västra delen av landet, 400 km sydväst om huvudstaden Teheran. Vareh Deh ligger 1 132 meter över havet och antalet invånare är 169.
Terrängen runt Vareh Deh är varierad. Runt Vareh Deh är det ganska tätbefolkat, med 72 invånare per kvadratkilometer. Närmaste större samhälle är Khorramābād, 10,1 km öster om Vareh Deh. Omgivningarna runt Vareh Deh är i huvudsak ett öppet busklandskap.